# NECAB3
NECAB3 (англ. N-terminal EF-hand calcium binding protein 3) – білок, який кодується однойменним геном, розташованим у людей на короткому плечі 20-ї хромосоми. Довжина поліпептидного ланцюга білка становить 396 амінокислот, а молекулярна маса — 44 350.
| 10         |  | 20         |  | 30         |  | 40         |  | 50         |
| ---------- |  | ---------- |  | ---------- |  | ---------- |  | ---------- |
| MACAGLLTVC |  | LLRPPAPQPQ |  | PQTPRHPQLA |  | PDPGPAGHTL |  | FQDVFRRADK |
| NDDGKLSFEE |  | FQNYFADGVL |  | SLGELQELFS |  | GIDGHLTDNL |  | ETEKLCDYFS |
| EHLGVYRPVL |  | AALESLNRAV |  | LAAMDATKLE |  | YERASKVDQF |  | VTRFLLRETV |
| SQLQALQSSL |  | EGASDTLEAQ |  | AHGWRSDAES |  | VEAQSRLCGS |  | RRAGRRALRS |
| VSRSSTWSPG |  | SSDTGRSSEA |  | EMQWRLQVNR |  | LQELIDQLEC |  | KVRAVGPGPH |
| KGGPSWYPPE |  | PGPCWRPGPH |  | SVPSQAPRLE |  | PLREEDLAKG |  | PDLHILMAQR |
| QVQVAEEGLQ |  | DFHRALRCYV |  | DFTGAQSHCL |  | HVSAQKMLDG |  | ASFTLYEFWQ |
| DEASWRRHQQ |  | SPGSKAFQRI |  | LIDHLRAPDT |  | LTTVFFPASW |  | WIMNNN     |

A: Аланін

C: Цистеїн

D: Аспарагінова кислота

E: Глутамінова кислота

F: Фенілаланін

G: Гліцин

H: Гістидин

I: Ізолейцин

K: Лізин

L: Лейцин

M: Метіонін

N: Аспарагін

P: Пролін

Q: Глутамін

R: Аргінін

S: Серин

T: Треонін

V: Валін

W: Триптофан

Кодований геном білок за функцією належить до фосфопротеїнів. 
Задіяний у такому біологічному процесі, як альтернативний сплайсинг. 
Білок має сайт для зв'язування з іонами металів, іоном кальцію. 
Локалізований у апараті гольджі.